# Ministerio de Asuntos Técnicos (Argentina)
El Ministerio de Asuntos Técnicos fue un organismo del gabinete de Argentina que existió entre 1949 y 1954, con competencias científicas y técnicas, y encargado de la elaboración y seguimiento de los planes quinquenales.
Fue creado el 11 de marzo de 1949 por primera disposición transitoria de la reforma de la Constitución de la Nación Argentina sancionada ese día, como sucesora de la Secretaría Técnica de Presidencia. Fue degradado nuevamente a secretraría en julio de 1954 y disuelto por Decreto Ley N.º 6 122 de abril de 1956.

## Historia

### Antecedentes
El decreto n.º 610/46 del 19 de junio de 1946 el presidente Juan Domingo Perón creó la «Secretaría Técnica de Presidencia de la Nación Argentina», como sucesora del «Consejo Nacional de Posguerra», asumiendo sus funciones e infraestructura. El mismo había sido creado en septiembre de 1944 mediante el decreto n.º 23.847, durante la presidencia de facto del general Edelmiro Farrell, como órgano consultivo de la vicepresidencia encabezada por Perón, encargándose de planificar la política del país al finalizar la guerra en Europa.
Las funciones de Secretaría se establecieron en el decreto n.º 2098/46 del 1 de julio de 1946. Tuvo a su cargo la reorganización de la estructura del gobierno y la administración, y la coordinación de la planificación económica y social, recopilando la información necesaria (incorporando así la función de estadística). En su seno funcionaron como organismos consultivos el Consejo Económico y Social, la Comisión de Agio y Especulación, el Consejo Coordinador Interministerial y la Dirección de Colonización e Inmigración. También actuó como coordinador entre el presidente y los ministerios del gabinete.
La Secretaría Técnica apoyó el lanzamiento del Plan Quinquenal. Su titular fue José Figuerola hasta 1949, siendo sucedido interinamente por Román Subiza.

### Ministerio
La reforma de la Constitución de la Nación Argentina del 4 de marzo de 1949 creó el «Ministerio Secretaría de Estado de Asuntos Técnicos» en su primera disposición transitoria, pasando a integrar el gabinete nacional. El 7 de julio de 1949 el Congreso de la Nación sancionó la Ley N.º 13 529 que fijó las competencias de todos los ministerios, incluyendo el de Asuntos Técnicos, que mantuvo buena parte de las funciones de la Secretaría Técnica, salvo los asuntos económicos.
En ese proceso de reforma constitucional y posterior reorganización del gabinete, fue la aún Secretaría Técnica la encargada de los lineamientos generales de la reforma y del diseño institucional de la administración, trabajando en los borradores del anteproyecto de la reforma —presentada en el Congreso por los legisladores peronistas— y en el posterior proyecto de la nueva organización ministerial.
El titular del ministerio fue Raúl Mendé.
Los objetivos que llevó a cabo el ministerio se relacionaron con la finalización del primer plan quinquenal (1946-1952) y lanzamiento del segundo en 1952, y con la modernización técnica de Argentina a través del «fomento y creación de áreas de investigación científicas y técnicas; la determinación de políticas migratorias y la difusión de la política de gobierno». Se le encargó la dirección y coordinación de todas las decisiones de gestión, incluso las que eran ejecutadas por otros ministerios y organismos del gobierno nacional. También actuó de enlace con dirigentes y legisladores del Partido Peronista. Tuvo algunas funciones compartidas con el Ministerio de Asuntos Políticos, organizados ambos como «unidades de comando» en la administración pública.

### Secretaría
En la Ley Orgánica de los Ministerios del Poder Ejecutivo N.º 14 303, promulgada el 28 de julio de 1954, Asuntos Técnicos dejó de formar parte del gabinete con el rango de ministerio, pasando a ser una secretaría dependiente de Presidencia de la Nación. Mendé permaneció como secretario por poco tiempo, siendo sucedido por Pedro Enrique Yesani.
Tras el golpe de Estado de septiembre de 1955, el gobierno de facto de la autoproclamada Revolución Libertadora designó como interventor de la Secretaría a Gualterio Enrique Ahrens en octubre de ese año. También se creó una «comisión investigadora» para estudiar, entre otras, la gestión del Ministerio y Secretaría de Asuntos Técnicos.
En abril de 1956 por Decreto Ley N.º 6 122, el presidente de facto Pedro Eugenio Aramburu dispuso la disolución de dicha Secretaría, designando a Ahrens como liquidador de la misma. A partir de entonces se dieron destino a las diferentes dependencias de la Secretaría hasta enero de 1957 cuando se dieron por terminadas las funciones de Ahrens por el decreto N.º 419. Ese mismo decreto estableció que el personal de la ex Secretaría fuera transferido a la Secretaría General de la Presidencia de la Nación.

## Organismos dependientes
El Ministerio tuvo a su cargo el Consejo de Coordinación Interministerial y el Consejo Federal Coordinador establecidos en 1948. En 1949 se le transfirió el Ceremonial de Estado desde el Ministerio de Relaciones Exteriores y Culto, y al año siguiente se incorporó la Dirección General del Servicio Estadístico. La Dirección Nacional de Migraciones también se ubicó en la órbita del Ministerio.
En 1950 se crearon en el ámbito del Ministerio de Asuntos Técnicos la Comisión Nacional de Energía Atómica (CNEA) y la Dirección Nacional de Investigaciones Técnicas (DNIT). En 1951 se crearon la Dirección Nacional de Energía Atómica (DNEA), el Consejo Nacional de Investigaciones Técnicas y Científicas (CONITYC), y el Instituto Antártico Argentino (IAA). En 1952 la DNIT se transformó en la Dirección Nacional de Investigaciones Científicas y Técnicas (DNICYT).
El CONITYC fue disuelto tras el golpe de 1955 y el IAA fue transferido al Ministerio de Marina en 1956.

## Competencias
Sus competencias fueron establecidas por el artículo 32 de la ley N.º 13 529, que fijó las competencias de todos los ministerios, sancionada el 7 de julio de 1949 y promulgada al día siguiente. Las competencias eran «lo inherente al estudio y mantenimiento en alto grado de eficiencia de los organismos de gobierno y administración del Estado…»

## Nómina de ministros
| Ministro   | Partido | Partido           | Periodo                                       | Presidente         |
| ---------- | ------- | ----------------- | --------------------------------------------- | ------------------ |
| Raúl Mendé |         | Partido Peronista | 10 de noviembre de 1949 - 28 de julio de 1954 | Juan Domingo Perón |